# Batalla de Lens
La batalla de Lens (20 de agosto de 1648) fue una victoria francesa obtenida por Luis II de Borbón, príncipe de Condé, sobre el ejército español mandado por el archiduque Leopoldo en la guerra de los Treinta Años (1618-1648). Fue la última gran batalla de la guerra.
Lens es una ciudad fortificada en la región de Norte-Paso de Calais, de Francia hoy en día. La ciudad fue conquistada por los franceses en 1647. Al estallar en Francia una rebelión de la nobleza contra el gobierno del cardenal Mazarino, conocida como la Fronda, los españoles vieron una oportunidad de retomar Lens y posiblemente ganar terreno al enemigo. Para tratar de impedirlo, el príncipe de Condé se apresuró a acudir desde Cataluña a Flandes y reunió precipitadamente un ejército con tropas de Champaña, Lorena y París.
El ejército francés estaba compuesto por dieciséis mil hombres (más de la mitad eran de caballería) y dieciocho cañones, en tanto que el español constaba de dieciocho mil hombres (también más de la mitad de caballería) y treinta y ocho cañones. Los ejércitos se detuvieron, pero los españoles estaban en terreno alto y Condé decidió no atacar. A medida que los franceses se retiraban, la caballería española libró una escaramuza con la retaguardia francesa y el combate se extendió hasta que los dos ejércitos se metieron de lleno en la batalla. La infantería española repelió a los franceses, rompiendo el regimiento de las Guardias francesas y, si la infantería española hubiera aprovechado la oportunidad, podría haber seguido presionando hasta romper las líneas francesas, como los parlamentarios ingleses anteriormente en Edgehill, pero la caballería francesa logró derrotar a la caballería italiana de los Tercios y envolver el centro.
En el año 1648 tuvieron lugar dos desarrollos políticos relacionados con la batalla de Lens, pero con resultados opuestos. El primero causó un endurecimiento de la actitud de la monarquía hacia los parlamentos, dando lugar a un enfrentamiento en París y una lucha prolongada. No obstante, la victoria francesa supuso también el final de la guerra de los Treinta Años, aunque no del conflicto entre España y Francia. Los ejércitos de Turenne, Wrangel y Königsmark amenazaban Viena y Praga; Fernando III de Habsburgo se alió con Maximiliano en su deseo de paz y Felipe IV había perdido su principal ejército. Fernando III no tuvo otra elección que obtener la paz. Aprobó la propuesta de paz de Francia y Suiza en Münster y Osnabrück. (Desde 1641, había habido conversaciones entre Francia y el imperio en Münster y entre Suiza y el imperio en Osnabrück). El acuerdo definitivo, llamado «Paz de Westfalia», se firmó el 24 de octubre de 1648 y puso fin a la guerra de los Treinta Años. La guerra entre Francia y España no acabó, sin embargo, hasta la conclusión del Tratado de los Pirineos el 7 de noviembre de 1659.
Al final, la victoria francesa perdió relevancia debido a acontecimientos posteriores, como el fracaso de Ana de Austria tratando de asegurar la regencia de Francia mientras Luis XIV era demasiado joven para gobernar. Una guerra civil estalló en Francia poco después, dando a España la posibilidad de recuperarse, retomando gran parte de Cataluña, además de los presidios toscanos de Piombino y Porto Longone. El Te Deum celebrado en Notre-Dame, en acción de gracias por la victoria en Lens, acabó en disturbios, que dieron lugar a una revuelta. En enero de 1649, Luis XIV y sus ministros tuvieron que escapar de París.